# Kościół Świętego Krzyża w Żaganiu
Kościół pw. Świętego Krzyża w Żaganiu – rzymskokatolicki kościół filialny należący do żagańskiej parafii św. Józefa. Mieści się w Żaganiu, w województwie lubuskim. Należy do dekanatu Żagań diecezji zielonogórsko-gorzowskiej.

## Historia
Gdy zakon kanoników regularnych św. Augustyna został sprowadzony do Żagania w roku 1284, przejął przeznaczoną dla trędowatych kaplicę pod wezwaniem świętego Wawrzyńca, która mieściła się na brzegu Bobru poza murami miejskimi. Według tradycyjnych przekazów po wylewie Bobru w 1332 roku, gdy na brzegu rzeki został znaleziony krzyż, księżna Matylda, małżonka Henryka IV zwanego Wiernym, na miejscu kaplicy ufundowała świątynię pod wezwaniem Krzyża Świętego.
Gotycką świątynię wzniesiono w latach 1334–1335. Krzyż został umieszczony w kościele i traktowany jako relikwia o mocy uzdrawiania. W trakcie następnych stuleci kaplica była poddawana różnym przekształceniom. W latach 1651–1668 została przejęta przez protestantów. Na początku XVIII stulecia została odbudowana, gdy po latach zaniedbań znajdowała się w stanie uniemożliwiającym użytkowanie. 
W latach 1845–1849 kościół przebudowano w stylu neogotyckim z fundacji księżnej Doroty Talleyrand-Périgord z przeznaczeniem na grobowiec rodzinny książąt żagańskich. Autorem projektu budowlanego był Leonhard Dorst von Schatzberg. Za tę realizację został uhonorowany orderem przez króla Prus. Ponadto w wystrój i wyposażenie wnętrz zaangażowani byli malarz Karl Joseph Begas, rzeźbiarz Bernhard Afinger, twórca witraży Carl Samuel Scheinert oraz 97 rzemieślników z Żagania i okolic. Biskup Melchior von Diepenbrock poświęcił kościół ponownie w dniu 29 listopada 1849 roku. W latach 30. XX wieku przebudowano wieżę. 
W latach 1981–1983 zbito fragment tynków w prezbiterium odsłaniając gotyckie lico ceglane. W ostatnich latach obiekt poddany badaniom konserwatorskim i pracom remontowym (wymiana pokrycia dachowego – 2013 r., badania warstw malarskich – 2014 r., remont ogrodzenia – 2015 r.).

## Opis
Neogotycki kościół pw. Św. Krzyża usytuowany jest w północno-wschodniej części parku pałacowego, w obrębie założenia szpitalnego, tuż przy zakolu rzeki Bóbr; budowla orientowana. 
Jest to obiekt murowany z kamienia i cegły, w typie trójnawowej bazyliki, z trójbocznie zamkniętym prezbiterium i jednowieżową fasadą. Dachy wielospadowe nad korpusem głównym i jednospadowe nad nawami bocznymi, posiadają pokrycie łupkowe. Elewacje oblicowane granitem polnym, a spoiny ozdobione kawałkami rudy darniowej. Partie detalu architektonicznego, jak gzymsy, fryzy, obramienia otworów, sterczyny opracowano w cegle. Fasada zwieńczona ceglanym szczytem, artykułowanym sterczynami i blendami, nad którym znajduje się wieloboczna wieża. Wejście główne prowadzi przez ostrołukowy, uskokowy portal, od góry zamknięty balkonem, a po bokach ujęty niszami z figurami dwunastu apostołów oraz św. Jadwigi i św. Elżbiety. Elewację frontową flankują skarpy, na których umieszczono rzeźby św. Katarzyny i św. Doroty. Pozostałe elewacje są oskarpowane, przeprute ostrołukowymi oknami z maswerkami. Po stronie północnej mieści się wejście boczne poprzedzone przedsionkiem. Charakterystycznym elementem wystroju elewacji są liczne tarcze herbowe, polichromowane. Ponadto przy ścianach zewnętrznych ustawiono płyty epitafijne z XVII–XIX wieku. Wnętrze nakryte jest sklepieniem kolebkowym z drewnianymi żebrami w partii prezbiterium, drewnianym sklepieniem pozornym imitującym sklepienie krzyżowo-żebrowe w nawie oraz sklepieniem krzyżowo-żebrowym w nawach bocznych. 
Bogate wyposażenie o jednolitej, neogotyckiej szacie składa się m.in. z: ołtarza głównego, ambony, chrzcielnicy, stall, konfesjonału, skaramentorium, empory organowej. W kaplicach znajdują się marmurowe sarkofagi księżnej Wilhelminy, księżnej Doroty oraz jej syna Napoleona Ludwika. Z oryginalnego wystroju zachowała się m.in. posadzka w formie kwadratowy płytek z motywem kwiatu i krzyża, a także polichromowane zdobienia sklepień. Witraże nie przetrwały.

## Festyn
Co roku we wrześniu na terenie kościoła odbywa się festyn mający na celu zbieranie funduszy na renowacje obiektu.

## Galeria

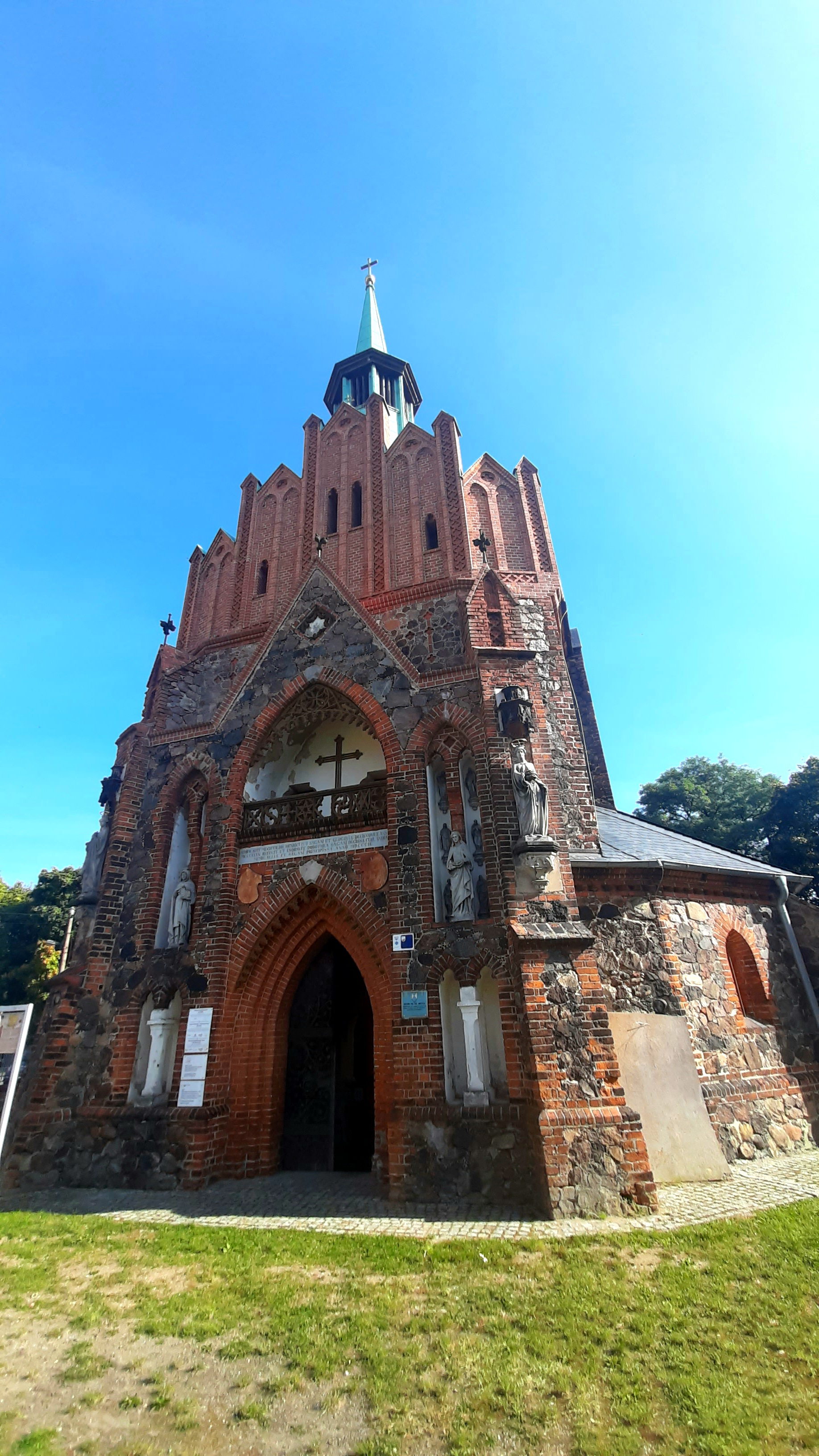
front
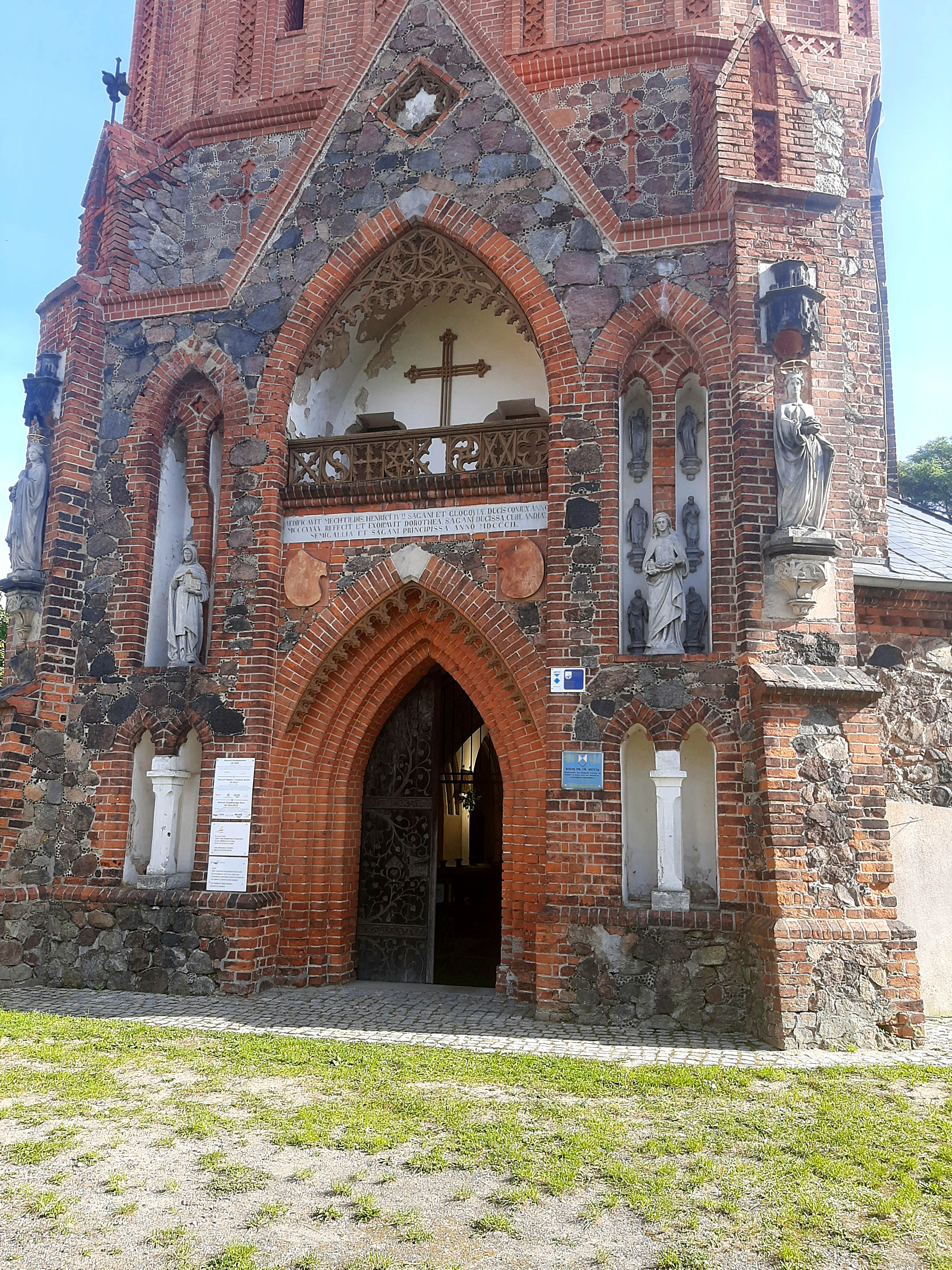
wejście
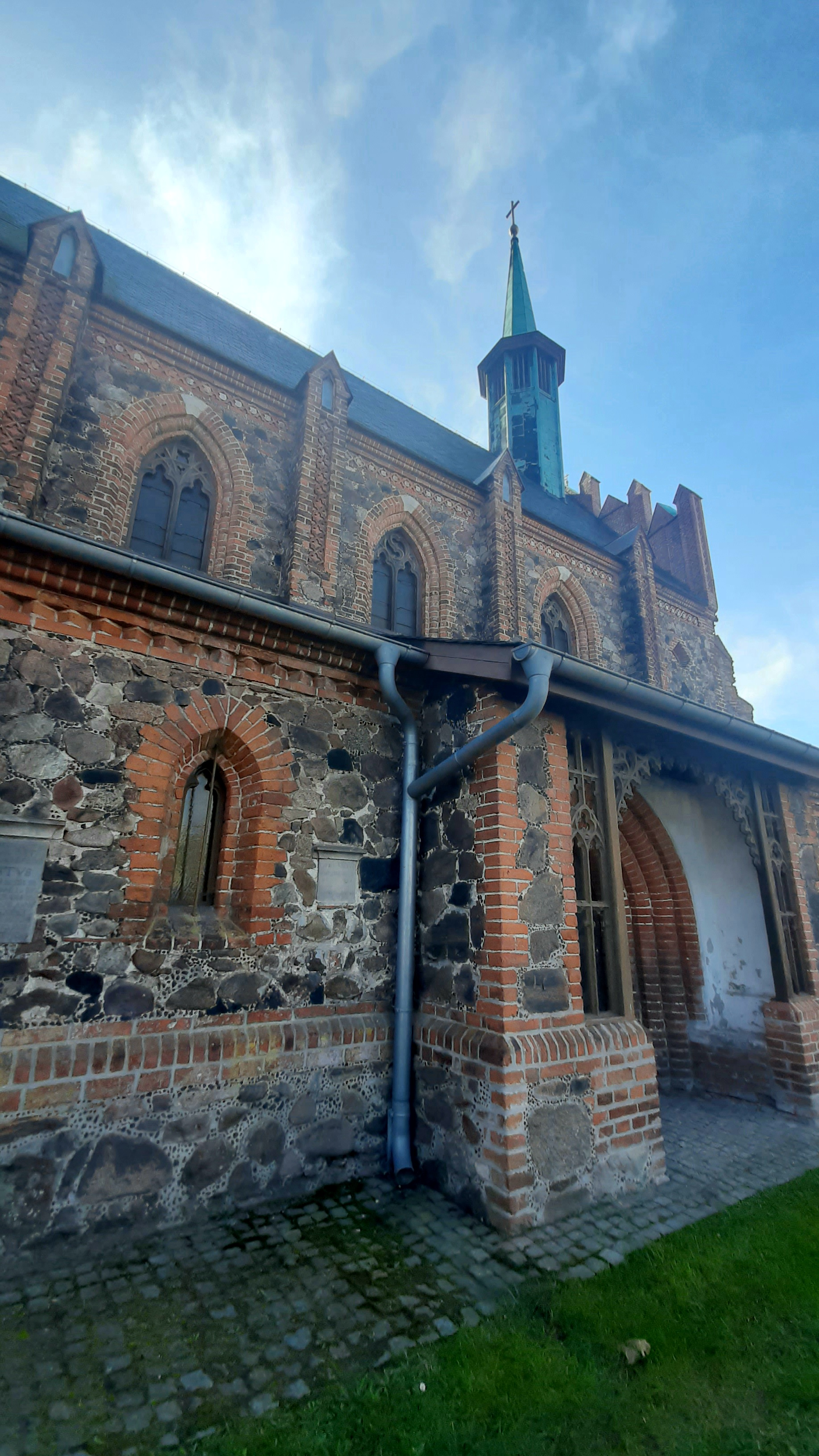
drugie wejście
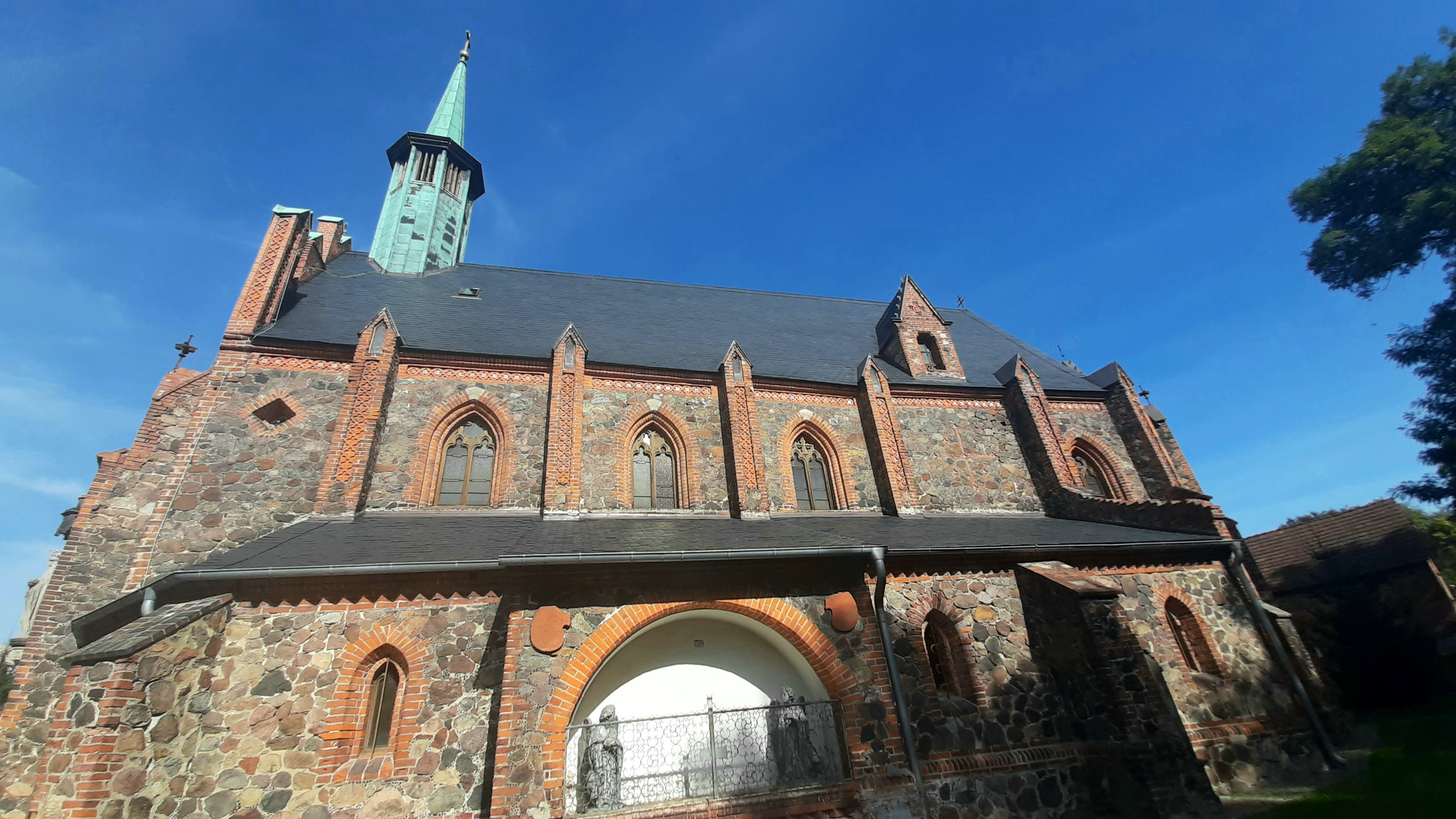
bok
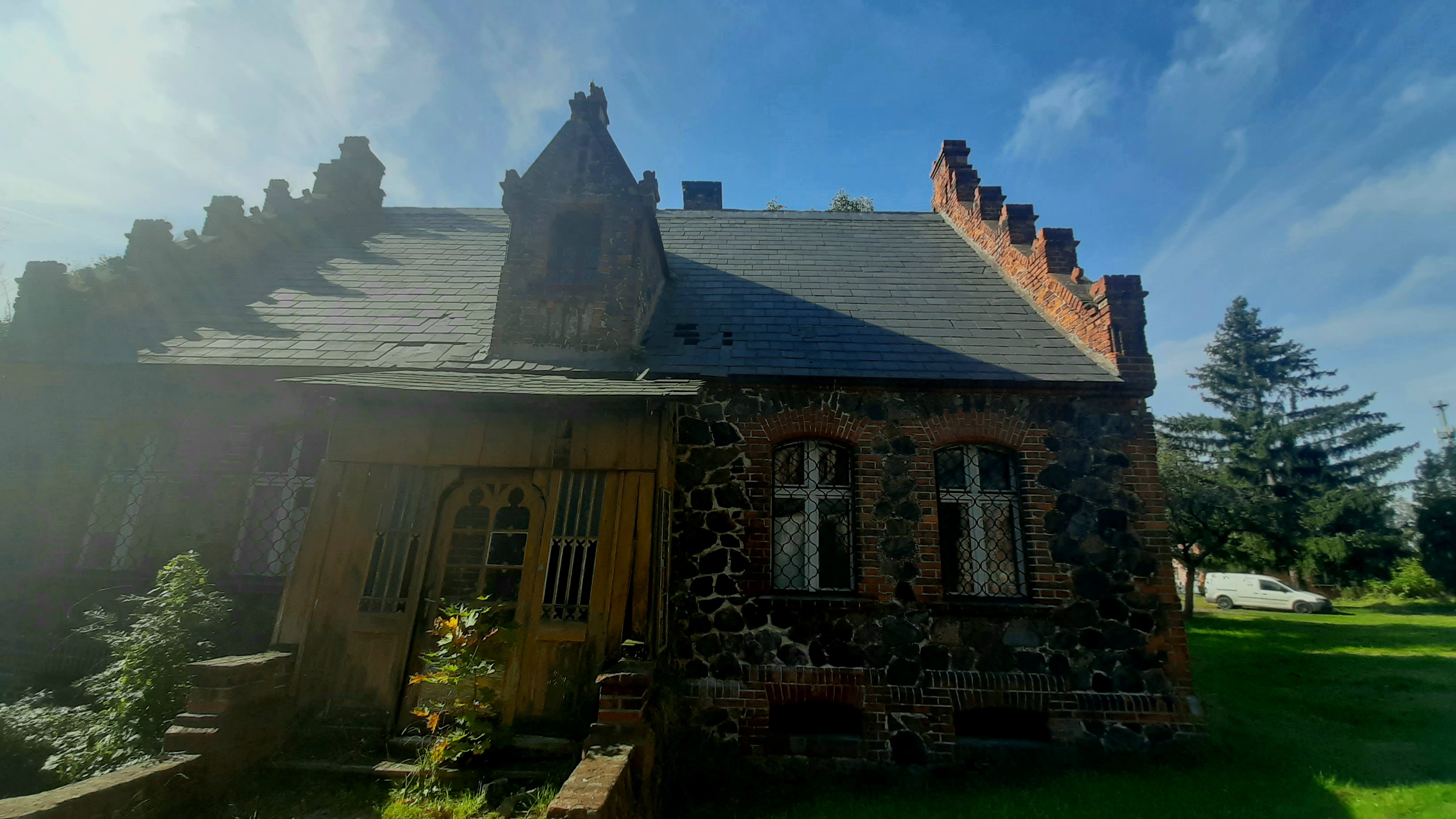
budynek przy kościele
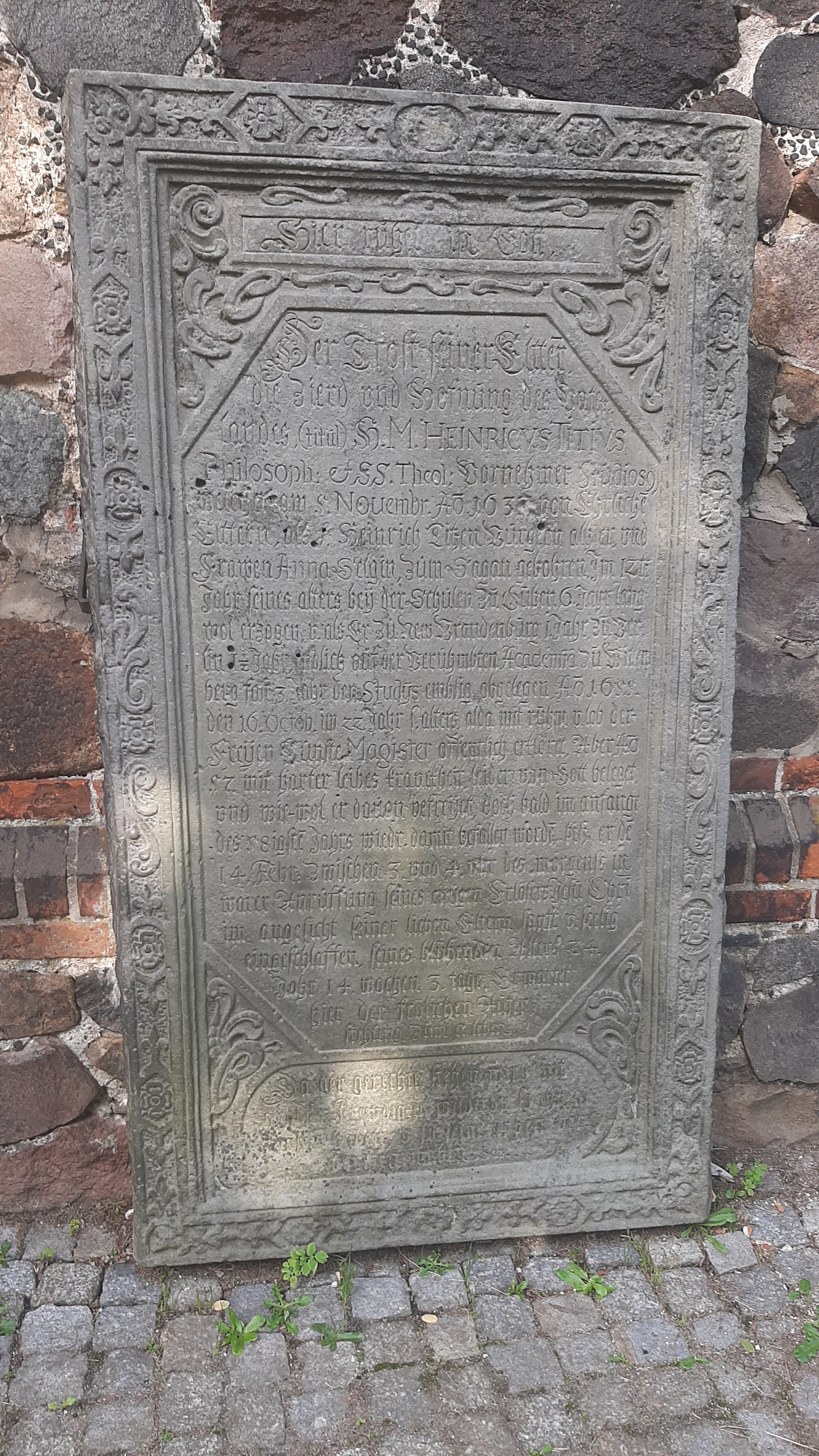
jedna z płyt nagrobnych
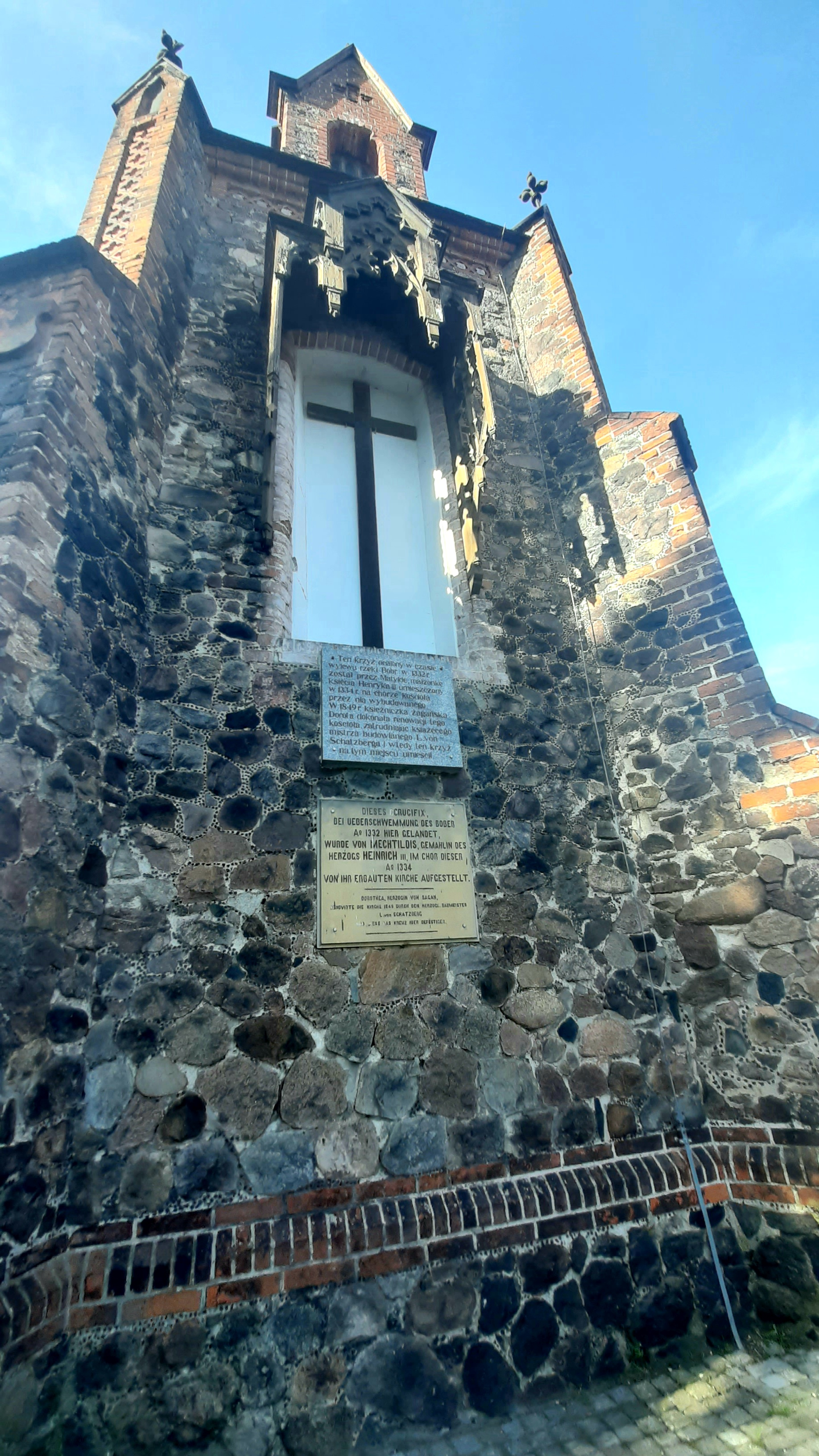
Krzyż na tyłach kościoła
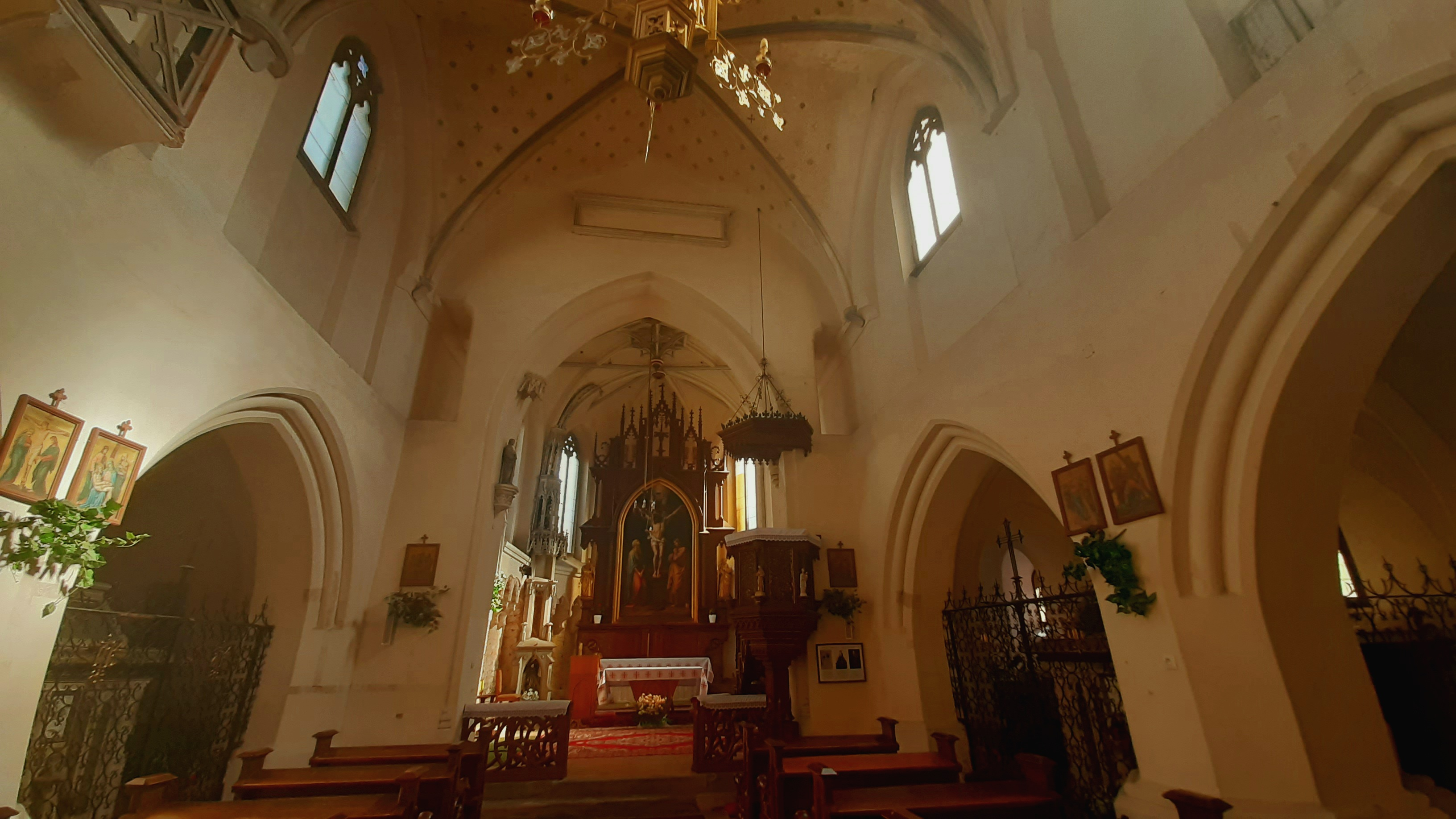
wnętrze
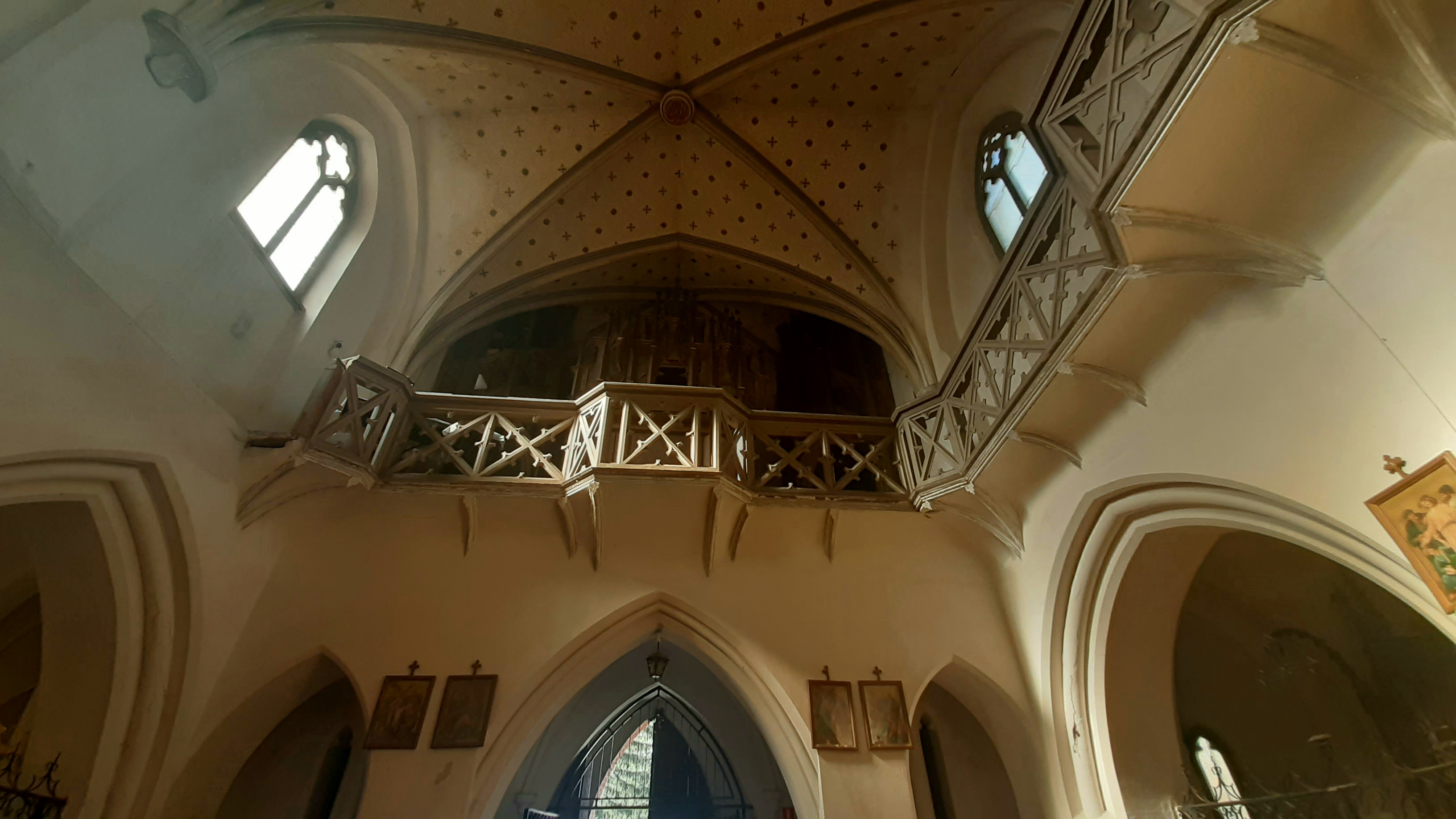
organy i balkon
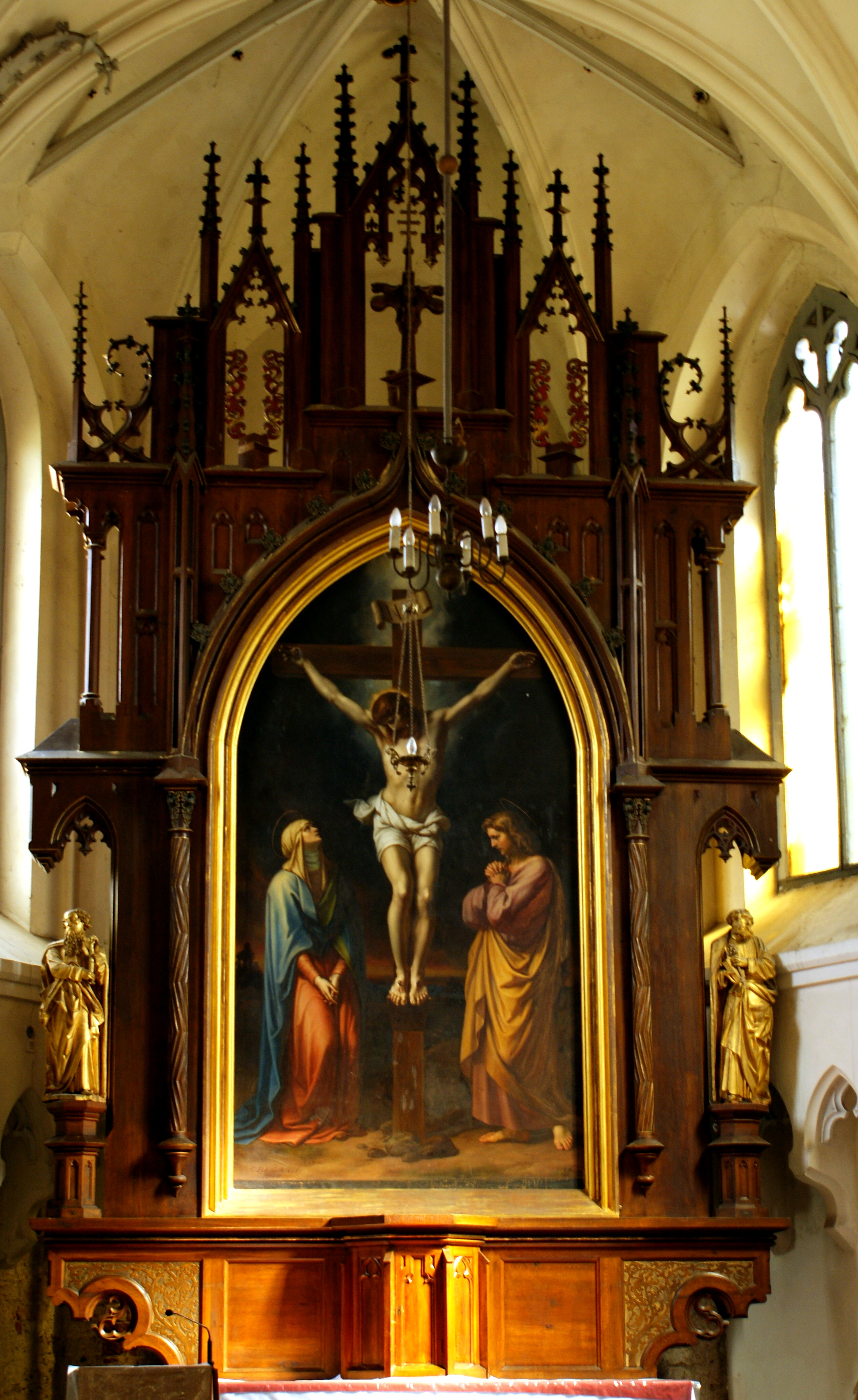
Ołtarz główny
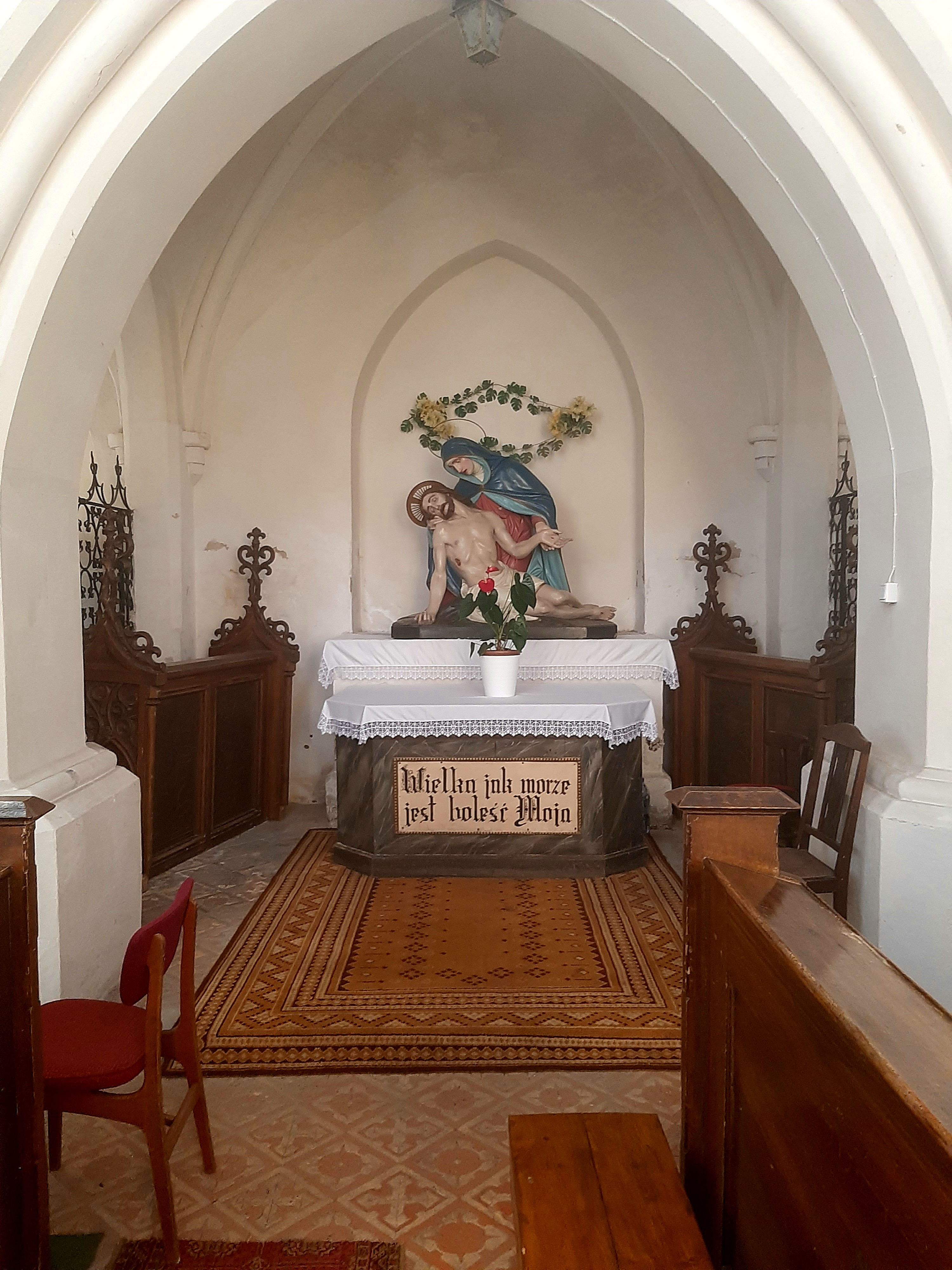
Nawa
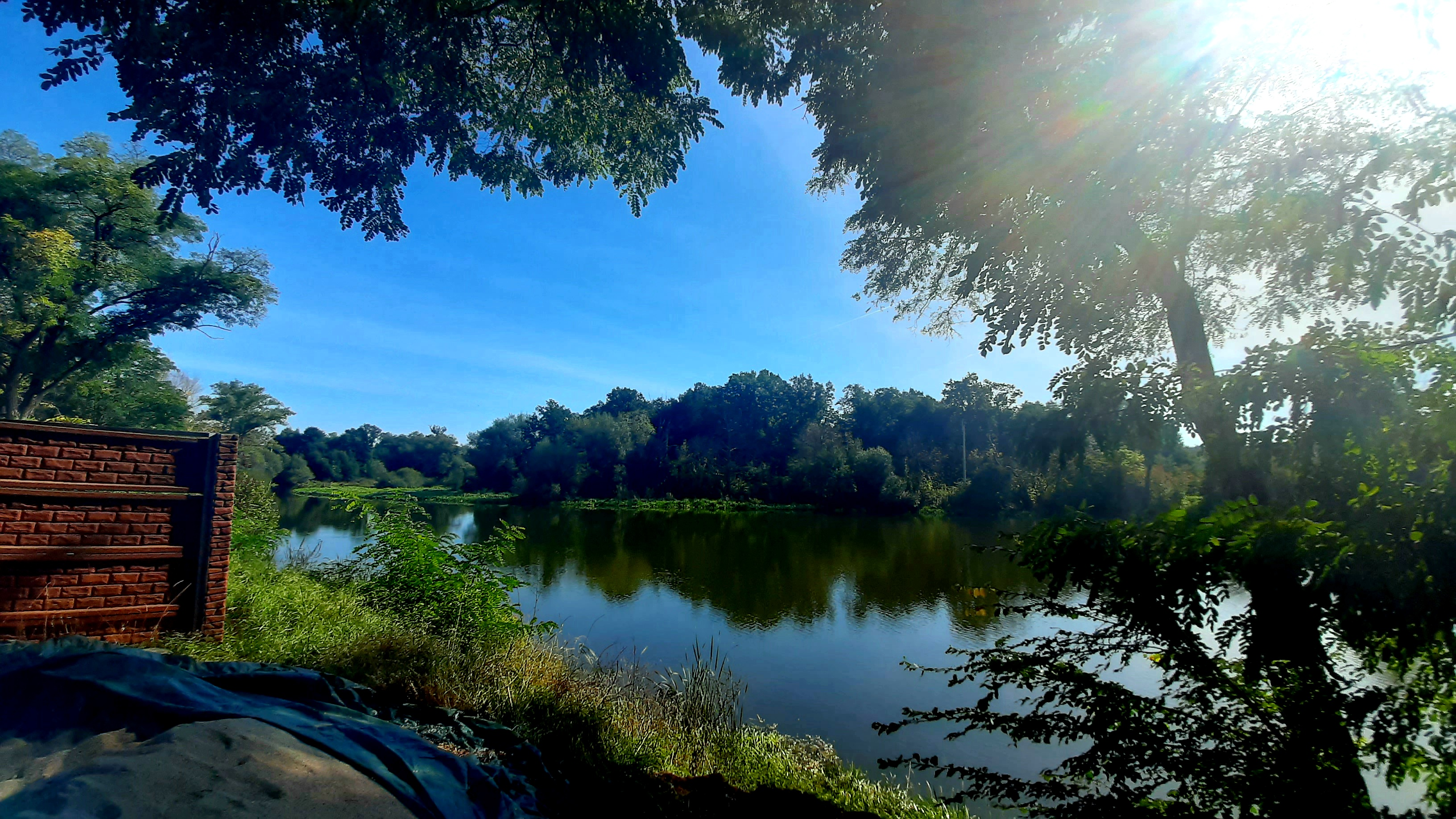
Widok na rzekę Bóbr z terenu kościoła